# Zhengdian
O Zhengdian (chinês: 政典, Wade–Giles: Chengtien, lit. ‘Instituições Políticas’) foi um tratado político chinês em forma histórica, composto por 35 volumes, escrito aproximadamente em 742 por Liu Zhi, filho do respeitado crítico histórico Liu Zhiji. O livro não sobreviveu, mas foi posteriormente expandido e emprestado por Du You em seu Tongdian.